# Dipoena striata
Dipoena striata là một loài nhện trong họ Theridiidae.
Loài này thuộc chi Dipoena. Dipoena striata được Jörg Wunderlich miêu tả năm 1987.